# Ulrich Trettin
Ulrich Trettin (* 1940) ist ein ehemaliger deutscher Tennisspieler.

## Werdegang
Trettin spielte für den TSC Berlin, 1967, 1968 und 1969 wurde er DDR-Meister im Einzel, 1965 und 1968 ebenfalls im Doppel.
1972 schloss Trettin an der Deutschen Hochschule für Körperkultur ein Studium mit der Diplomarbeit „Erarbeitung eines Test- und Normenprogrammes zur Objektivierung der leistungsbestimmenden Faktoren für das Training im Nachwuchsbereich des Deutschen Tennis-Verbandes der DDR“ ab. Als Trainer betreute Trettin unter anderem den DDR-Serienmeister Thomas Emmrich sowie Olaf Hansen.
Trettin war mit der Eiskunstläuferin Christine Errath verheiratet. Die gemeinsame Tochter Jenny spielte ebenfalls Leistungstennis. 2000 nahm Ulrich Trettin in Südafrika an der Weltmeisterschaft in der Altersklasse Ü55 teil.